# Мухафаза
Мухафаза (на арабски: محافظة [muˈħæːfazˤa]) е наименование на административно-териториална единица в редица арабски страни.
В повечето страни мухафазата е единица от първо равнище освен в Саудитска Арабия, където е от второ равнище на административно-териториалното деление.
Терминът се използва в следните арабски държави:
- Бахрейн
- Египет
- Ирак
- Йемен
- Йордания
- Кувейт
- Либия – в миналото
- Ливан
- Оман
- Палестинска автономия
- Саудитска Арабия – от второ равнище
- Сирия